# لویانگ گلس
لویانگ گلس (انگلیسی: Luoyang Glass) شرکت دولتی شیشه‌سازی چینی است، که در سال ۱۹۹۴ تأسیس شد.